# Moa Gammel
Moa Gammel est une actrice suédoise née le 6 octobre 1980 à Stockholm.

## Biographie
Moa Gammel commence sa carrière à l'âge de 12 ans en jouant au Théâtre dramatique royal.
En 1996, elle obtient un rôle dans la série Skuggornas hus de Mikael Håfström puis dans le soap opera Vita lögner diffusé sur la chaîne sur TV3 en 2000 et 2001. En 2006, elle se fait connaître du grand public en jouant dans le film Underbara Älskade de Johan Brisinger. En 2015, elle obtient le rôle principal de la série dramatique Jordskott.

## Filmographie

### Cinéma
- 1999 : Sherdil de Gita Mallik et David Flamholc (sv) : Erika
- 2005 : Barn av vår tid de Jonathan Katzeff : Josefin
- 2006 : Underbara älskade (sv) de Johan Brisinger (sv) : Helena
- 2009 : Sommaren med Göran (sv) de Staffan Lindberg (sv) : Linnea
- 2010 : Puss (sv) de Johan Kling (sv) : Mia
- 2010 : Very Cold Trip de Dome Karukoski : Anna
- 2011 : Juni (sv) d'Allan Gustafsson (sv) : Ninni
- 2011 : Umeå4ever (sv) de Geir Greni : Exte Robyn
- 2013 : Hemma (sv) de Maximilian Hult : Lou
- 2013 : Kärlek deluxe (sv) de Kristina Kjellin : Selma Trastell
- 2014 : Tommy de Tarik Saleh : Estelle

### Télévision

#### Séries télévisées
- 1995 : Du bestämmer (sv) : la jeune fille (saison 2, épisode 6)
- 1996 : Skuggornas hus (sv) : Vibe (saison 1, épisodes 1-2-3)
- 2000 : Brottsvåg (sv) : Johanna Lundin (saison 1, épisode 4)
- 2000-2001 : Vita lögner (sv) : Julia Wallgren (saison 5, épisodes 4-2-1)
- 2000 : Labyrinten (sv) : Emma (saison 1, épisodes 1-2)
- 2001 : Pusselbitar (sv) : une fille
- 2007 : Ett gott parti (sv) : Lieutenant Borell (saison 1, épisode 9)
- 2007 : Beck (sv) : la femme joggeuse (saison 3, épisode 7)
- 2008 : Contre-enquête : Nikki Enberg (saison 1, épisode 4)
- 2009 : Livet i Fagervik (sv) : Alexandra (saison 2, épisode 1)
- 2015 : Jordskott, la forêt des disparus : Eva Thörnblad (saison 1)
- 2017 : Jordskott, la forêt des disparus : Eva Thörnblad (saison 2)

#### Téléfilms
- 2011 : Irene Huss - Jagat vittne d'Alexander Moberg : Elin Nordenskiöld
- 2011 : Irene Huss - I skydd av skuggorna d'Alexander Moberg : Elin Nordenskiöld
- 2011 : Irene Huss - Tystnadens cirkel d'Emiliano Goessens (sv) : Elin Nordenskiöld
- 2011 : Irene Huss - En man med litet ansikte d'Emiliano Goessens : Elin Nordenskiöld
- 2011 : Irene Huss - Det lömska nätet de Richard Holm (sv) : Elin Nordenskiöld
- 2011 : Irene Huss - Den som vakar i mörkret de Richard Holm : Elin Nordenskiöld